# Odznaka Krajoznawcza Ziemi Prudnickiej
Odznaka Krajoznawcza Ziemi Prudnickiej – trzystopniowa (brązowa, srebrna i złota) odznaka turystyczna ustanowiona przez Oddział PTTK „Sudetów Wschodnich” w Prudniku.

## Charakterystyka
Celem odznaki jest popularyzowanie walorów krajoznawczych ziemi prudnickiej. Może ją zdobywać każdy turysta po ukończeniu ośmiu lat. Można ją zdobywać tylko w kolejności stopni, przy czym w ciągu roku kalendarzowego można zdobyć tylko jeden stopień. Warunkiem zdobycia odznaki jest zwiedzenie odpowiedniej liczby obiektów w miejscowościach wymienionych w stosownym wykazie. Odznakę można zdobywać niezależnie od uprawianego rodzaju turystyki kwalifikowanej. Odznakę weryfikuje Referat Weryfikacyjny Oddziału PTTK w Prudniku.